# Johnson City, Oregon
Johnson City là một thành phố trong quận Clackamas, tiểu bang Oregon, Hoa Kỳ. Dân số theo điều tra dân số năm 2000 là 634 người. Nó từng là một công viên dành cho nhà lưu động, hoàn toàn do một người làm chủ. Các cư dân của nó đã bỏ phiếu hợp nhất nó thành một thành phố với kết quả 49-10 vào ngày 16 tháng 6 năm 1970.

## Địa lý
Theo Cục điều tra dân số Hoa Kỳ, thành phố có tổng diện tích là 0,1 dặm vuông Anh (0,2 km²), tất cả đều là đất. Sự thật thì thành phố có một hồ nhỏ tên là Hồ Leona. Nó là nơi cư ngụ của các loài chim di cư sống dưới nước.